# Thousand-Island-Dressing

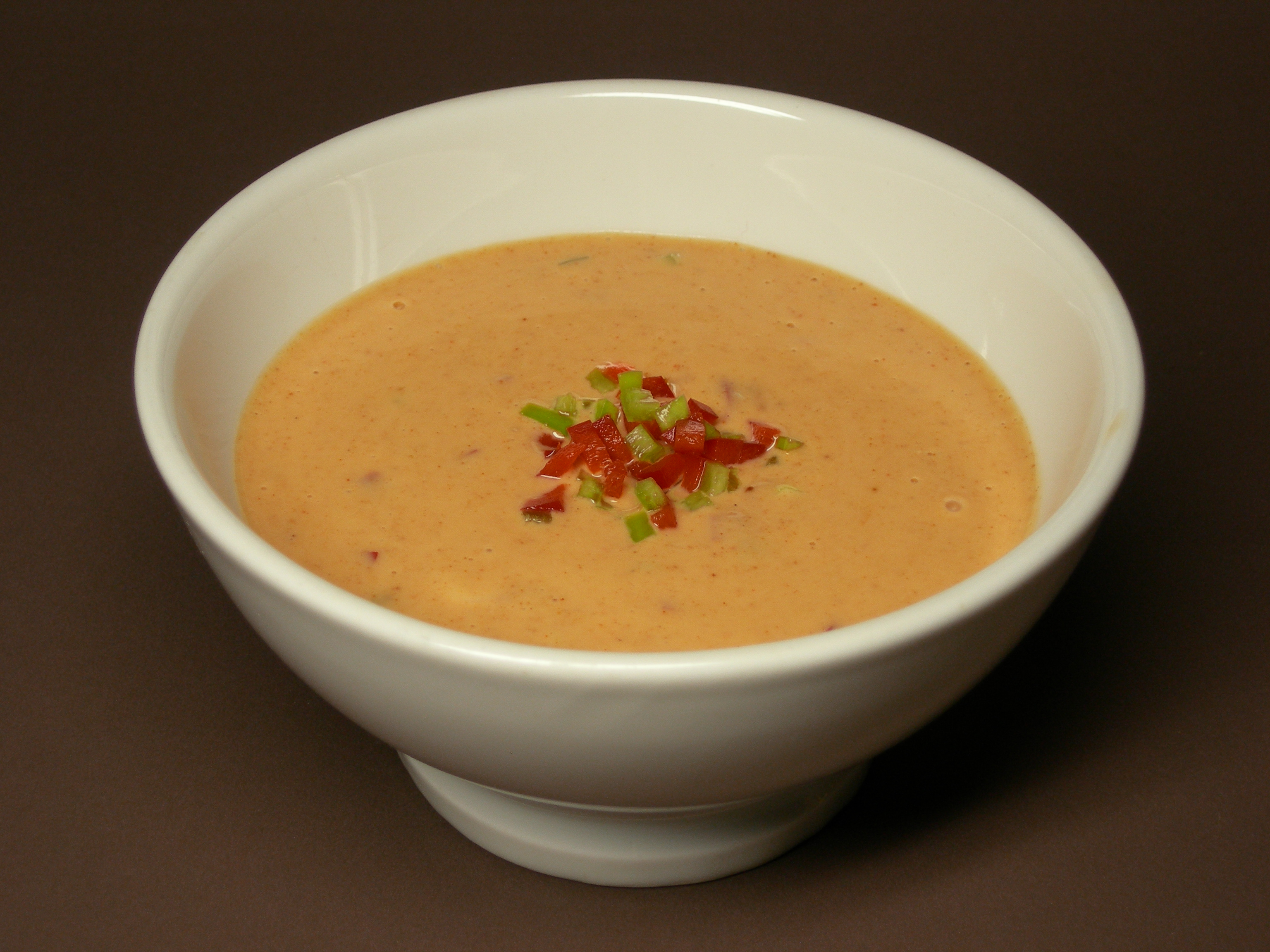
Thousand-Island-Dressing

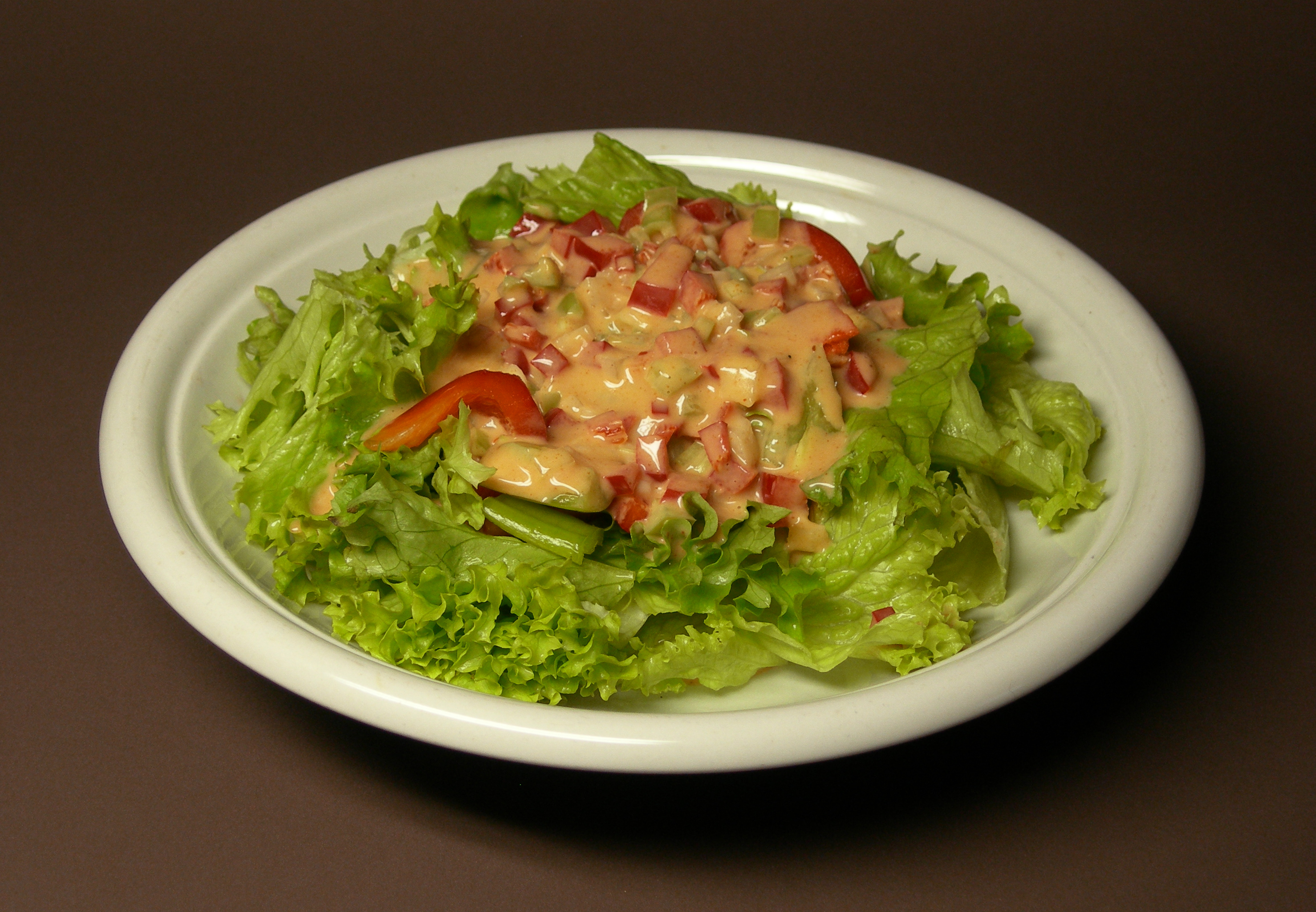
Blattsalat mit Thousand-Island-Dressing

Das Thousand-Island-Dressing (deutsch: Tausend-Insel-Dressing) ist eine klassische Salatsauce und Zutat der Küche der Vereinigten Staaten. Den Namen verdankt sie der Thousand-Islands-Inselgruppe am Ausfluss des Ontariosees in der Grenzregion zwischen Kanada und den Vereinigten Staaten. Das Dressing ist in Europa unter seinem amerikanischen Namen bekannt und auch als Fertigprodukt erhältlich.

## Zubereitung
Traditionelle Basis des Dressings ist eine Mayonnaise, gemischt mit Ketchup oder Tomatenmark und ergänzt mit feingehackten Essiggurken.
Weitere mögliche Zutaten sind: Zitronensaft, Orangensaft, Paprikapulver, schwarzer Pfeffer, Worcestershiresauce, Senf, Essig, Rahm, Olivenöl und Chilisauce (auch scharf, zum Beispiel Tabasco). Außer Essiggurken können auch andere feingehackte Zutaten enthalten sein. So wie Zwiebeln, Paprika, Grüne Oliven, hartkgekochte Eier, Petersilie, Schnittlauch, Knoblauch oder gehackte Nüsse.
In der Küche der USA wird das Dressing auch zu Sandwiches und Hamburgern serviert.

## Geschichte
Thousand-Island-Dressing ist in den Vereinigten Staaten seit 1912 schriftlich belegt. Die Salatsauce ist jedoch älter. Über ihre Entstehung kursieren mehrere, einander teilweise widersprechende Berichte. Bekannt wurde sie durch das New Yorker Hotel Waldorf-Astoria.
Als eine mögliche Erfinderin des Thousand-Island-Dressings gilt Sophia LaLonde aus Clayton, einer kleinen Ortschaft am Rande der „Thousand Islands“ im Bundesstaat New York, die die Teilnehmer der von ihrem Mann organisierten „fishing trips“ zu verköstigen pflegte. Sie soll das Rezept für die Salatsauce an ein Hotel vor Ort, das heute den Namen „Thousand Islands Inn“ trägt, weitergegeben haben, von wo es möglicherweise durch Vermittlung der Schauspielerin May Irwin zu George C. Boldt, dem aus Preußen stammenden Erbauer des Boldt Castles und damaligen Hotelmanager des Waldorf-Astoria, gelangt sein soll und dank des legendären Maître d’hôtel Oscar Tschirky ins Repertoire des Waldorf-Astoria aufgenommen wurde. Als weitere Erfinder der Sauce kommen auch Oscar Tschirky selbst oder Theo Rooms, der Küchenchef des Blackstone- und Drake-Hotels in Chicago, in Frage.

## Abwandlung Russian Dressing
Ein Thousand-Island-Dressing, das mit gehackter Roter Beete, Petersilie, Schnittlauch und wenig Kaviar ergänzt wurde, wird in der Küchensprache als Russian Dressing (Russisches Dressing) bezeichnet.